# التغير المناخي والنظم البيئية

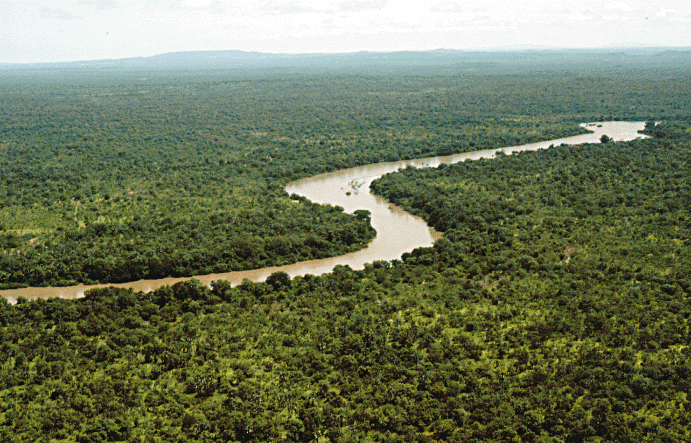
تتمتع الأنظمة البيئية في الغابات المطيرة بالتنوع الحيوي.

التغير المناخي والنظم البيئية
(بالإنجليزية: Climate change and ecosystems)‏، أثر التغير المناخي بشكل سلبي على الأنظمة البيئية البحرية والأرضية على حد سواء. ومن المتوقع أن يؤثر التغير المناخي في المستقبل على العديد من الأنظمة البيئية بشكل أكبر، بما يتضمن التندرا، والأيكة الساحلية، والشعاب المرجانية، والكهوف.

## الآثار

### حرائق الغابات
تنذر الغابات الضخمة الميتة بخطر نشوب الحرائق، وهذا بجانب التأثير البيئي والاقتصادي الفوري للتغير المناخي. وتواجه العديد من الغابات السليمة أيضًا خطرًا متزايدًا لنشوب الحرائق بها بسبب التغيرات المناخية الحارة. ازداد  متوسط المساحة المحترقة من الغابات الشمالية خلال مدة عشر سنوات بانتظام منذ عام 1970 إلى أكثر من 28000 كيلومتر سنويًا، وذلك بعد أن كانت ثابتةً عند 10000 كيلومتر تقريبًا لعدة عقود. وعلى الرغم من احتمالية حدوث هذا التغير نتيجة التغيرات في بعض الممارسات المتبعة في التعامل مع الغابات في غرب الولايات المتحدة منذ عام 1986، أدى احترار فصول الصيف إلى زيادة حرائق الغابات الكبرى بنحو أربعة أضعاف، وزيادة المنطقة المحترقة من الغابات بنحو ستة أضعاف مقارنةً بالفترة بين عامي 1970 حتى 1986. سُجلت زيادة مشابهة في نشاط حرائق الغابات في كندا منذ عام 1920 حتى 1999.
ازدادت حرائق الغابات في إندونسيا بشكل كبير منذ عام 1987 أيضًا. اُشعلت أغلب هذه الحرائق عن قصد بغرض إزالة الغابات للزراعة. تُشعل النيران في رَخاخات الخُث الكبيرة الموجودة في المنطقة المقصودة، وقُدرت كمية غاز ثاني أكسيد الكربون المنبعث من هذه الحرائق في متوسط مدة سنة واحدة بنحو 15% من كمية غاز ثاني أكسيد الكربون المنبعث من استهلاك الوقود الحفري.
وجدت دراسة لعام 2018 أن الأشجار تنمو بمعدلات أسرع بسبب زيادة مستويات غاز ثاني أكسيد الكربون، ومع ذلك، تتسم هذه الأشجار بكثافة أعلى، وبأخشاب أفتح في اللون بنسبة 8% إلى 12% مما كانت عليه منذ عام 1900. كتب باحثو هذه الدراسة: «حتى لو ازدادت كمية الأخشاب التي تُنتج في يومنا هذا، فإنها تحتوي على كميات أقل من المواد عما كانت عليه منذ بضعة عقود».
نشبت حرائق ضخمة بالغابات في عام 2019 بسبب الطقس الحار والجاف غير المعتاد في أجزاء من نصف الكرة الشمالي لكوكب الأرض، وتحديدًا من البحر المتوسط إلى المنطقة القطبية الشمالية. يضاعف التغير المناخي من خطورة وقوع حرائق الغابات ويزيد من مدة موسمها، وذلك من خلال رفع درجات الحرارة وتغيير أنماط هطول الأمطار. يزداد معدل احترار الجزء الشمالي من العالم أسرع من معدل احترار كوكب الأرض في المتوسط. ارتفع متوسط درجة الحرارة في شهر يونيو عام 2019 في بعض المناطق من سيبيريا، حيث تنشب حرائق الغابات، عن متوسط درجات الحرارة بين عامي 1981 حتى 2010 بنحو عشر درجات تقريبًا. وصلت درجات الحرارة في ولاية ألاسكا إلى أرقام قياسية بلغت 32 درجة مئوية يوم 4 يوليو عام 2019، ما أشعل الحرائق هناك التي امتدت على طول الدائرة القطبية الشمالية.
تسبب حرائق الغابات تلوث الهواء، بالإضافة إلى خطر الاحتراق المباشر، ويمكن أن ينتشر هذا التلوث إلى مسافات بعيدة مؤثرًا على جودة الهواء في مناطق بعيدة جدًا عن هذه الحرائق. تسبب حرائق الغابات أيضًا انبعاث غاز ثاني أكسيد الكربون إلى الغلاف الجوي، ما يجعلها تساهم في زيادة ظاهرة الاحتباس الحراري. وعلى سبيل المثال، احترق أكثر من 7 ملايين فدان من الغابات بسبب الحرائق الضخمة لعام 2014 بكندا، وانبعث منها أكثر من 103 ملايين طن من الكربون، وهو نصف ما تمتصه جميع النباتات الموجودة في كندا خلال العام الواحد.
يشيع حدوث حرائق الغابات في نصف الكرة الشمالي بين شهري مايو وأكتوبر، ولكن كان كل من موقعها حسب خطوط العرض، وشدتها، وطول ألسنة اللهب بها أمورًا غير معتادة. وفي يونيو عام 2019، تتبع نظام كوبرنيكوس لمراقبة الغلاف الجوي (كامس) أكثر من 100 حريق شديد وطويل الأمد للغابات في المنطقة القطبية الشمالية. وانبعث من هذه الحرائق، خلال شهر يونيو وحده، 50 ميغاطن من غاز ثاني أكسيد الكربون، ما يكافئ انبعاثات الغازات الدفيئة السنوية لدولة السويد. وكانت هذه الكمية أكثر من الكمية الإجمالية المنبعثة من حرائق المنطقة القطبية الشمالية في نفس الشهر خلال الأعوام 2010 - 2018. بلغت الحرائق شدتها في ألاسكا وسيبيريا، حيث غطت مناطق بمساحات تعادل مساحة 100000 ملعب كرة قدم. وفي مقاطعة ألبرتا الكندية، تعدى حجم أحد الحرائق حجم 300000 ملعب. وسجل نظام كامس 400 حريق للغابات في عام 2019 في ولاية ألاسكا وحدها، مع اشتعال حرائق جديدة بشكل يومي. وتنتج أدخنة حرائق الغابات الضخمة بالقرب من مقاطعة أونتاريو في كندا كميات كبيرة من التلوث الهوائي. نتج عن الموجة الحارة في أوروبا حرائق للغابات أيضًا في عدد من الدول، مثل ألمانيا، واليونان، وإسبانيا. تجفف الحرارة الغابات وتجعلها عرضة للحرائق بشكل أكبر. تحترق غابات التايغا الشمالية في هذه الأيام بمعدل لم نشهد له مثيلًا خلال العشرة آلاف عام الماضية على الأقل.
تزداد حساسية ومعدل احترار المنطقة القطبية الشمالية، على وجه التحديد، بشكل أسرع من أغلب المناطق الأخرى على الأرض. يمكن أن تسقط جسيمات الأدخنة الناتجة عن الحرائق على الجليد هناك، وهذا يجعله يمتص أشعة الشمس بدلًا من أن يعكسه، ما يزيد من سرعة الاحترار. ترفع الحرائق بالمنطقة القطبية الشمالية أيضًا من خطر ذوبان التربة الصقيعة لتُطلق غاز الميثان، وهو أحد الغازات الدفيئة القوية. من المهم تطوير أنظمة للتنبؤ بالحرائق لحل هذه المشكلة. وفي ضوء هذه المخاطر، أنشأت المنظمة العالمية للأرصاد الجوية «النظام التحذيري والاستشاري للتلوث الدخاني وحرائق الغطاء النباتي» بهدف التنبؤ بالحرائق والآثار المتعلقة بها ومخاطرها عبر الكوكب. ونشر «برنامج المراقبة العالمية للغلاف الجوي» التابع للمنظمة العالمية للأرصاد الجوية فيديو قصير بخصوص هذه القضية.

### المحيطات

#### تحمض المحيطات
يُنذر تحمض المحيطات بخطر شديد يهدد العملية الطبيعية التي تنظم بها الأرض مستويات غاز ثاني أكسيد الكربون بالغلاف الجوي، ما يسبب تناقص قدرة الماء على إذابة الأكسجين وهذا يخلق مناطق مائية خالية من الأكسجين تُعرف بـ«المناطق الميتة». تمتص المحيطات نحو 55% من غاز ثاني أكسيد الكربون بالغلاف الجوي، ما يقلل من آثار التغير المناخي. يسبب انتشار غاز ثاني أكسيد الكربون في المياه المالحة للمحيطات تكون ثلاثة جزيئات حمضية: أيونات البيكربونات، وثاني أكسيد الكربون المائي، وحمض الكربونيك. تزيد هذه الجزيئات الثلاثة من حمضية المحيطات، وتقلل الأس الهيدروجيني الخاص بها بنحو 0.1 لكل جزء من المليون من غاز ثاني أكسيد الكربون الجوي. تبطئ الزيادة في حمضية المحيطات من معدل التكلس بالمياه المالحة، ما يؤدي إلى الإبطاء من سرعة نمو الشعاب المرجانية التي تدعم قطاعًا ضخمًا من الحياة البحرية بنسبة تصل إلى 25%. وطبقًا لما شوهد عند الحيّد المرجاني العظيم، فإن الزيادة في حمضية المحيطات لا تقتل المرجان فحسب، ولكنها تقضي أيضًا على التنوع الحيوي الواسع للأحياء البحرية التي تدعمها هذه الشعاب المرجانية.

## اقرأ أيضاً
- الهيئة الحكومية الدولية المعنية بتغير المناخ